# Seseli aemulans
Seseli aemulans är en flockblommig växtart som beskrevs av Mikhail Grigoríevič Popov. Seseli aemulans ingår i släktet säfferötter, och familjen flockblommiga växter. Inga underarter finns listade i Catalogue of Life.